# Empire (Computerspiel)
Empire (englisch für Weltreich; wegen Namensdopplungen auch Classic Empire genannt) ist ein rundenbasiertes Strategiespiel für mehrere Spieler, das 1977 von Walter Bright auf einem PDP-10 programmiert wurde. Es gibt zahlreiche Weiterentwicklungen und Portierungen des Spiels, u. a. für Amiga, Atari ST, Apple II, C 64, Macintosh, PC und diverse Mobilgeräte. Es ist inhaltlich etwa zur Zeit des Zweiten Weltkriegs angesiedelt und basiert lose auf dem Brettspiel Risiko und dem Film Luftschlacht um England. Das Spiel gilt als einer der Urväter des Genres der Computer-Strategiespiele und ist eines von sehr wenigen Computerspielen, die bereits seit mehr als 40 Jahren kommerziell vertrieben werden.

## Spielbeschreibung
In Empire versuchen mehrere Spieler auf einer fiktiven Weltkarte, andere Mitspieler militärisch zu besiegen. Das Spiel kann entweder gegen Computergegner, menschliche Mitspieler oder eine Mischung aus beiden gespielt werden.

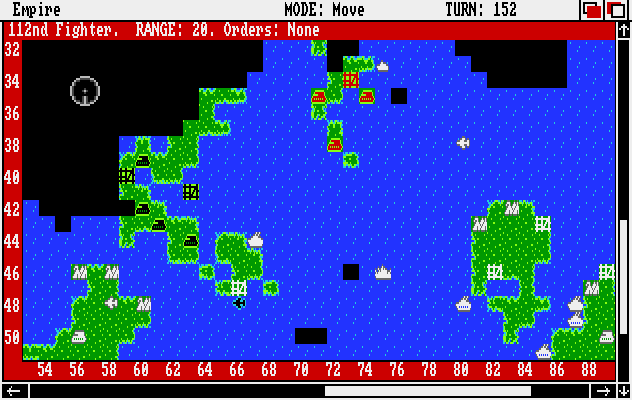
Spielfeldausschnitt von Empire

Jeder Spieler beginnt mit einer zufällig bestimmten Stadt, in der er militärische Einheiten produzieren kann. In den Städten können wahlweise Armeen, Flugzeuge oder diverse Schiffstypen (Transportschiffe, Zerstörer, Kreuzer, Flugzeugträger, Schlachtschiffe und U-Boote) produziert werden. Die Beschaffenheit der Weltkarte ist den Spielern zunächst bis auf die direkte Umgebung ihrer Anfangsstadt unbekannt. Es ist daher nötig, mit produzierten Einheiten die Karte zu erforschen, um weitere Städte und letztendlich die anderen Mitspieler zu finden, aufzuklären und anzugreifen.
Jede Einheit besitzt besondere Fähigkeiten, die zum Gewinnen des Spiels taktisch sinnvoll miteinander kombiniert werden müssen. So können fremde Städte nur mit Armeen eingenommen werden. Diese können wiederum nur mit Hilfe von Transportschiffen über das Meer zu anderen Inseln verbracht werden. Flugzeuge können sich zwar sowohl über Land als auch über dem Meer bewegen, haben aber nur begrenzten Treibstoff und müssen daher regelmäßig in eigene Städte oder auf einen Flugzeugträger zurückkehren. Die verschiedenen Schiffe eignen sich wiederum entweder besonders zum Transportieren, schnellen Aufklären, Landbeschuss oder Versenken gegnerischer Schiffe.
Es wird reihum gespielt. In jeder Runde darf jeder Spieler alle seine Einheiten bis zu deren maximaler Bewegungsreichweite ziehen. Wird eine Einheit auf eine gegnerische Einheit oder fremde Stadt gezogen, kommt es zum Kampf. Die Einheiten haben je nach Gegner bestimmte Wahrscheinlichkeiten, einen Kampf zu gewinnen. Der Ausgang eines Kampfes wird daher durch Zufall beeinflusst, wobei sehr schwache Einheiten fast immer durch starke besiegt werden. Nur die Höhe des davongetragenen Schadens der stärkeren Einheit kann recht unterschiedlich ausfallen.
Sind alle Einheiten und Städte eines Spielers zerstört oder eingenommen, scheidet dieser Spieler aus. Der letzte überlebende Spieler hat gewonnen. Es gibt die Möglichkeit zu kapitulieren, wodurch die betroffenen Einheiten gelöscht und die zugehörigen Städte wieder neutral werden. Die übrigen Spieler können das Spiel dann fortsetzen.

## Entwicklungsgeschichte
Das Spiel hatte sich Walter Bright bereits 1971 ausgedacht, aber erst 1977 auf einem PDP-10 an der kalifornischen Universität Caltech in Fortran programmiert. Später portierte er das Spiel in Assemblersprache auf einen Heathkit H11 und versuchte es kommerziell zu vertreiben, wobei er nach eigenen Angaben nur zwei Exemplare verkaufen konnte.
Nach mehreren unautorisierten Portierungen auf diverse wissenschaftliche Großrechner, die das Spiel immer populärer machten, nahm Bright 1984 eine Neuimplementierung mit verbesserter grafischer Benutzeroberfläche unter dem Namen Empire: Wargame of the Century in C für den IBM PC vor. Diese Version war so erfolgreich, dass sie ab 1987 auch auf die Rechner Amiga, Atari ST, Apple II, C 64 und Macintosh portiert wurde.
Ebenfalls 1984 wurde eine unautorisierte Portierung des originalen Fortran-Codes unter der Bedingung der namentlichen Erwähnung von Walter Bright mit seinem Einverständnis unter dem Titel Empire 5.0 als Open-Source-Version veröffentlicht. Diese Version ist in mehreren Zweigen weiterentwickelt worden und heute in einigen Linux-Distributionen enthalten oder kann aus den Standard-Paketquellen der großen Distributionen nachinstalliert werden.
Die Rechte an dem Spiel sind in den frühen 1990er-Jahren an Mark Baldwin und Bob Rakosky verkauft worden, die 1993 eine moderat überarbeitete und erweiterte Version des Spiels unter dem Namen Empire Deluxe auf den Markt brachten. Im Jahr 2002 gingen die Rechte dann an Mark Kinkead über, der das Spiel 2003 zunächst unter dem Namen Empire Deluxe Internet Edition auf Windows portierte und internetfähig machte und 2004 eine stark erweiterte Fassung unter dem Namen Empire Deluxe Enhanced Edition veröffentlichte. 2013 erschien das Spiel als App für diverse Mobilgeräte.

## Versionsunterschiede
Das Spiel hat mehrere Erweiterungen erfahren und zahlreiche Nachfolger und Klone nach sich gezogen. So wurde schon bald eine Play-by-Mail-Option eingebaut, die das Spielen über weite Entfernungen ermöglichte. Es gibt derzeit folgende offizielle Nachfolger des originalen Empire:

### Empire Deluxe
Diese Version (1993 von White Wolf Productions, nicht identisch mit dem Rollenspiel-Verlag White Wolf Publishing) erweitert das Original um mehrere Aspekte. Zum einen erhalten Städte eine dynamische Produktivität, die durch Bombardierung abnehmen und durch produktionslose Zeiten zunehmen kann. Die Produktivität aller Städte nimmt zudem mit der Vergrößerung der eigenen Streitkräfte stetig ab, womit ein Verbrauch von Ressourcen für die Unterhaltung der aktiven Truppen simuliert wird. Städte können zudem eine Spezialisierung haben, die ihnen die Produktion eines bestimmten Einheitstyps besonders schnell ermöglicht. Außerdem werden Landstreitkräfte nun in Infanterie und Panzer, sowie Luftstreitkräfte in Jäger und Bomber differenziert, was diesen Teilstreitkräften gegenüber der eher marinebetonten Originalversion eine etwas höhere Bedeutung gibt. Es gibt darüber hinaus Berge, die von Panzern nicht überquert werden können, und es können Flugplätze gebaut werden, die die Reichweite von Jägern und Bombern ohne die Einnahme einer weiteren Stadt vergrößern. Das Spiel kann außerdem mit sechs anstelle von drei Gegnern gespielt werden, und die maximale Kartengröße ist auf 200×200 Spielfelder erweitert. Im November 1993 erschien Empire Deluxe für Windows 3.1.

### Empire Deluxe Internet Edition
Diese Version (2003 von Killerbeesoftware) ist weitgehend eine Portierung von Empire Deluxe auf aktuelle Windows-PCs und erweitert es nur um die Möglichkeit, über das Internet zu spielen. Die maximale Kartengröße liegt bei 255×255 Spielfeldern.

### Empire Deluxe Enhanced Edition
Diese Version (2004 von Killerbeesoftware) ist eine grundlegende Neuprogrammierung des Spielprinzips mit zahlreichen Erweiterungen und der Möglichkeit, selbstgeschriebene Modifikationen (wie bessere Computergegner oder neue Einheiten) einbinden zu können.

### Empire Deluxe Mobile Edition
Die Mobile App des Spiels (2013 von Killerbeesoftware) ist weitgehend eine Portierung von Empire Deluxe auf mobile Endgeräte. Die maximale Kartengröße liegt nun bei 400×400 Spielfeldern. Diese Version bietet keinen Netzwerk-Modus.

### Empire Deluxe Combined Edition
Diese Version (2018 nach einer erfolgreichen Crowdfunding-Kampagne von Killerbeesoftware veröffentlicht) integriert die Merkmale aller bisherigen Versionen. Neben den voreingestellten Sets Basic, Deluxe und Enhanced können auch individuelle Zusammenstellungen der Merkmale aus den vorherigen Versionen gemischt werden. Das Spiel wird neben der Windows- und Apple-Version erstmals auch für Linux vertrieben.

### Empire 5.0 (Open-Source-Version)

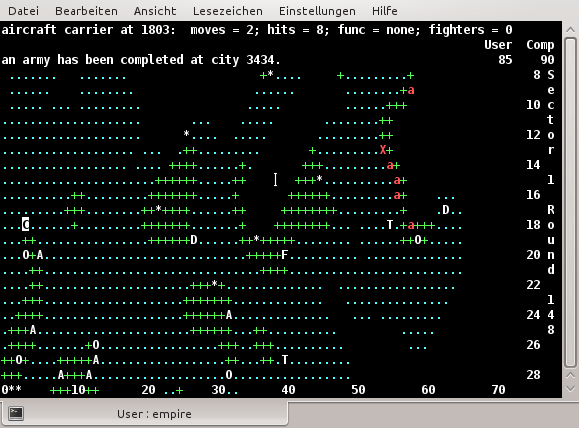
Spielfeldausschnitt von Empire 5.1

Eine weitgehend dem Original von 1977 entsprechende Version ist als Open-Source-Software unter dem Namen Empire 5.0 (monochrom) bzw. Empire 5.1 (farbige Darstellung) verfügbar. Sie ist aus einem Fork der Ursprungsversion entstanden und grafisch sehr einfach gehalten: sie nutzt nur die ASCII-Zeichen zur visuellen Darstellung. Die Spielmechanik entspricht der des Originals, wobei nicht alle Versionen einen Mehrspielermodus bieten. Das Programm gibt es für zahlreiche Plattformen, im Linux-Bereich z. B. unter dem Paketnamen VMS-Empire.

### Empire 2 - The Art of War
Im Jahr 1995 veröffentlichte White Wolf Productions ein weiteres Spiel von Mark Baldwin und Bob Rakosky unter dem Namen Empire II: The Art of War. Dieses Spiel simuliert Schlachten der Antike bis zur Neuzeit auf einer taktischen Ebene. Im Gegensatz zum originalen Empire gibt es keinen Entdeckungs- und Aufbauprozess. Das Spiel hat außer dem Namen, den Autoren und der grundlegenden Thematik Krieg keinen Bezug zu den anderen Versionen.

## Rezeption und spielehistorische Bedeutung
Das Spiel wurde in Computerspielezeitschriften fast ausnahmslos positiv besprochen, wobei die Resonanz in deutschen Medien wegen der Kriegsthematik deutlich geringer ausfiel als im Ausland. Erst mit der Deluxe Version setzte auch in Deutschland eine umfangreichere und sehr positive Berichterstattung ein. Gelobt wurden die einfachen und ausbalancierten Spielregeln und eine für damals ungewohnt gute Mehrspielerfähigkeit, kritisiert wurde dagegen teilweise die einfache grafische Gestaltung. Das Spiel regte durch mehrere innovative Spielmechanismen, wie etwa der spielerischen Umsetzung eines Nebel des Krieges, das gesamte Genre der rundenbasierten Computer-Strategiespiele an. Zahlreiche bekannte Titel wie Sid Meier’s Civilization oder Strategic Conquest wurden direkt durch Empire inspiriert, und fast alle seitdem erschienenen, rundenbasierten Computerspiele wie z. B. Battle Isle, Panzer General, Heroes of Might and Magic oder Age of Wonders nutzen die durch Empire eingeführten, grundlegenden Mechanismen. Empire Deluxe bekam in der PC Player 1993-05 eine Wertung von 79 Punkten.